# Йорулмаз, Бахтияр
Бахтияр Йорулмаз, также известный как Дели Бахтияр (род. 12 августа 1955 года в Денизли) — турецкий футболист, выступал на позиции нападающего.

## Карьера
Бахтияр Йорулмаз играл за свою карьеру в следующих командах: «Эскишехирспор», «Бурсаспор», «Фенербахче» и «Денизлиспор». В 1980 году он забил 12 голов в 27 играх лиги, став лучшим бомбардиром турецкой лиги совместно с Мустафой Денизли из «Алтай Измир» (последнему понадобилось 22 игры). Это самый низкий показатель результативности лучшего бомбардира чемпионата с 1959 года, но тогда сезон состоял из 16 игр. В 1983 году Йорулмаз выиграл чемпионат и кубок Турции с «Фенербахче».
Однако в составе «Фенербахче» Йорулмаз стал фигурантом скандала, когда порвал клубную футболку. Президент клуба Али Шен в гневе заявил, что футболка «Фенербахче» не может быть разорвана каким-либо игроком по какой-либо причине, и исключил Йорулмаза из состава. Тем не менее, за футболиста вступились болельщики, вывесив на трибунах баннер со словами «Прости Бахтияра, великий Али Шен».
Всего Бахтияр Йорулмаз сыграл 196 матчей в высшем дивизионе и забил 54 мяча.
Он сыграл пять матчей за сборную Турции с 1979 по 1981 год. Дебютировал 18 марта 1979 года в матче отбора на чемпионат Европы 1980 против Мальты, его команда победила со счётом 2:1. Все остальные матчи Йорулмаз в составе сборной проиграл Чехословакии (дважды), Исландии и СССР соответственно.

## Достижения
- Чемпионат Турции: 1982/83
- Кубок Турции: 1983
- Лучший бомбардир чемпионата Турции: 1979/80